# Contulma papallacta
Contulma papallacta is een schietmot uit de familie Anomalopsychidae. De soort komt voor in het Neotropisch gebied.